# André Sérot
André Pierre Sérot, född 24 juli 1896 i Xertigny i Frankrike, död 17 september 1948 i Jerusalem, var en fransk militär.
André Sérot tjänstgjorde under första världskriget från 1915 i franska armén och tilldelades franska krigskorset. Han blev pilot på ett spaningsflygplan 1917 och var efter kriget officer vid krigsskolan École Spéciale Militaire de Saint-Cyr, där han var flygofficer och senare underrättelseofficer. 
I juni 1943 arresterades hans fru Betty Grünfelder (1898-1971) i Clermont-Ferrand i Frankrike av Gestapo och deporterades till koncentrationslägret Ravensbrück i Tyskland. Hon räddades därifrån 1945 av Folke Bernadottes räddningsprojekt, De vita bussarna. Serot mördades av judiska terrorister 1948.

## Mordet
André Sérot, då överste i franska flygvapnet, tjänstgjorde vid FN:s övervakningsgrupper i Brittiska Palestinamandatet 1948. Han färdades med Folke Bernadotte i samma bil i den bilkonvoj, som överfölls av ett kommando ur den sionistiska gerillagruppen Lehi, även känd som Sternligan, i Jerusalem den 17 september 1948, och mördades därvid tillsammans med Folke Bernadotte av Lehi-medlemmen Yehoshua Cohen. Han mördades av misstag, eftersom han bytt plats med Bernadotte. Mördarna är kända men aldrig straffade.